# Коссак, Юлиуш
Ю́лиуш (Ю́лий) Фортуна́т Ко́ссак (пол. Juliusz Fortunat Kossak; 15 декабря 1824, Новы-Виснич — 3 февраля 1899, Краков) — польский художник-баталист.

## Биография
Юлиуш родился в семье львовского судьи, владельца села Княгинин около Перемышля. Отец Юлиуша умер рано, и после него сиротами осталось пятеро детей. Юлиуш учился в василианской школе во Львове и был известен благодаря карикатурам на учителей, за что его неоднократно наказывали. Мать будущего художника хотела, чтобы он поступил во Львовский университет и стал юристом, но Юлиуш хотел заниматься живописью, что вызвало длительный конфликт закончившийся разрывом и отказом от наследства. Имел двух братьев — Льва и Владислава, из которых первый в 1863 году был сослан в Сибирь, как участник восстания против российского самодержавия, а второй эмигрировал в Австралию.
В детстве жил во Львове. Учился у Яна Машковского во Львове, затем в Париже (1855—1861) и в Мюнхене (1868—1869).
Жил попеременно во Львове и Варшаве, с 1869 года в Кракове. Отец художника Войцеха Коссака.
Участвовал в революционных событиях в Европе и во Франции середины XIX века.

## Творчество
Занимался главным образом акварелью и графикой; иллюстрировал периодические издания. Излюбленный мотив — кони и батальные сцены с их участием.
Иллюстрировал произведения Адама Мицкевича («Гражина», «Конрад Валленрод», «Пан Тадеуш»), трилогию Генрика Сенкевича.

## Галерея работ

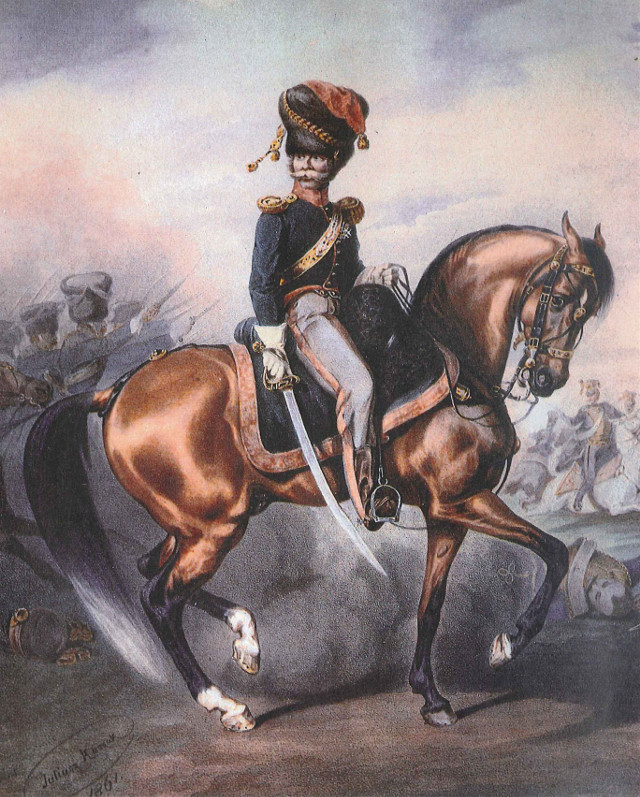
Полковник Берек Йоселевич (ок. 1850)
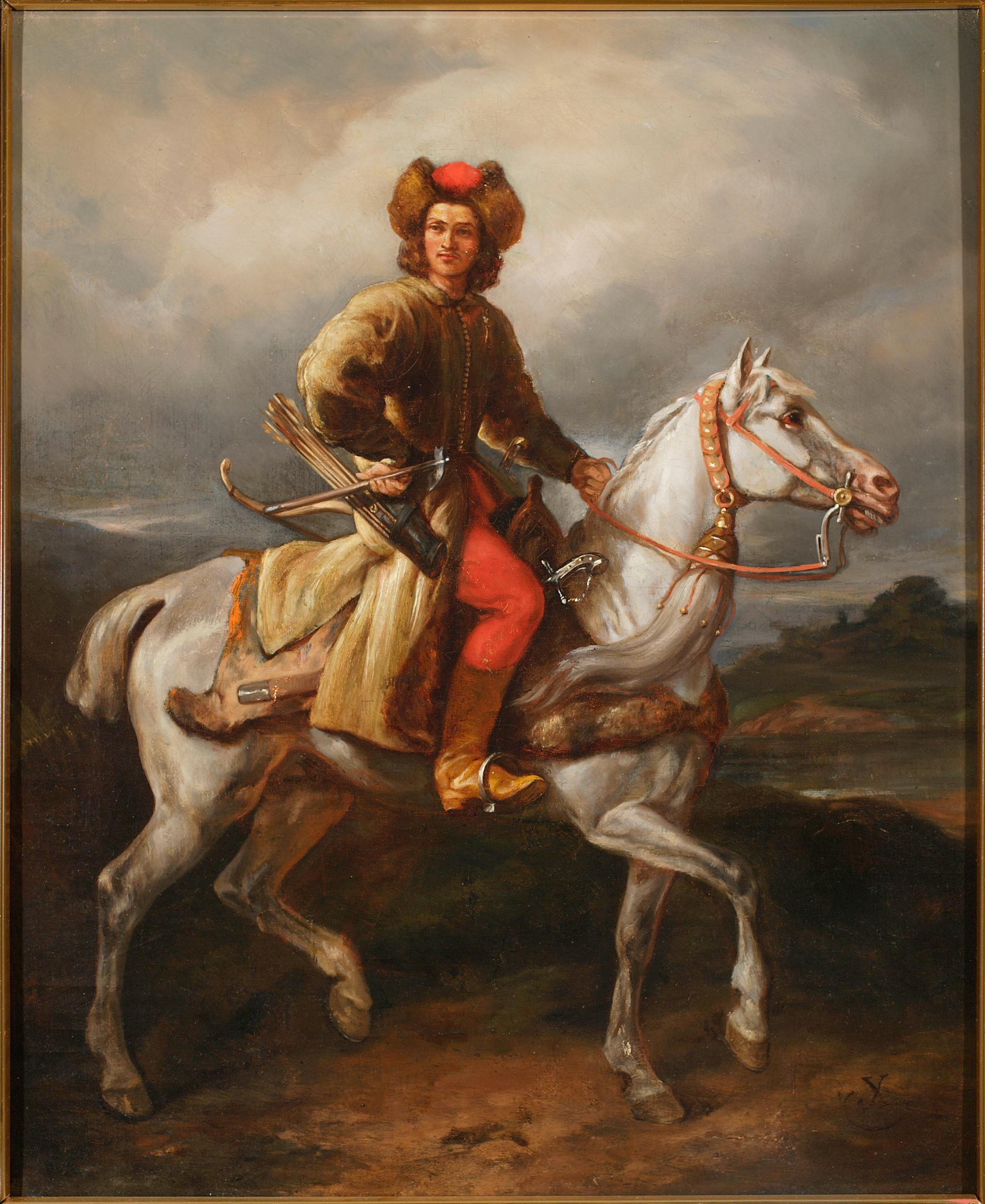
Лисовчик (род кавалерии) (ок. 1860)
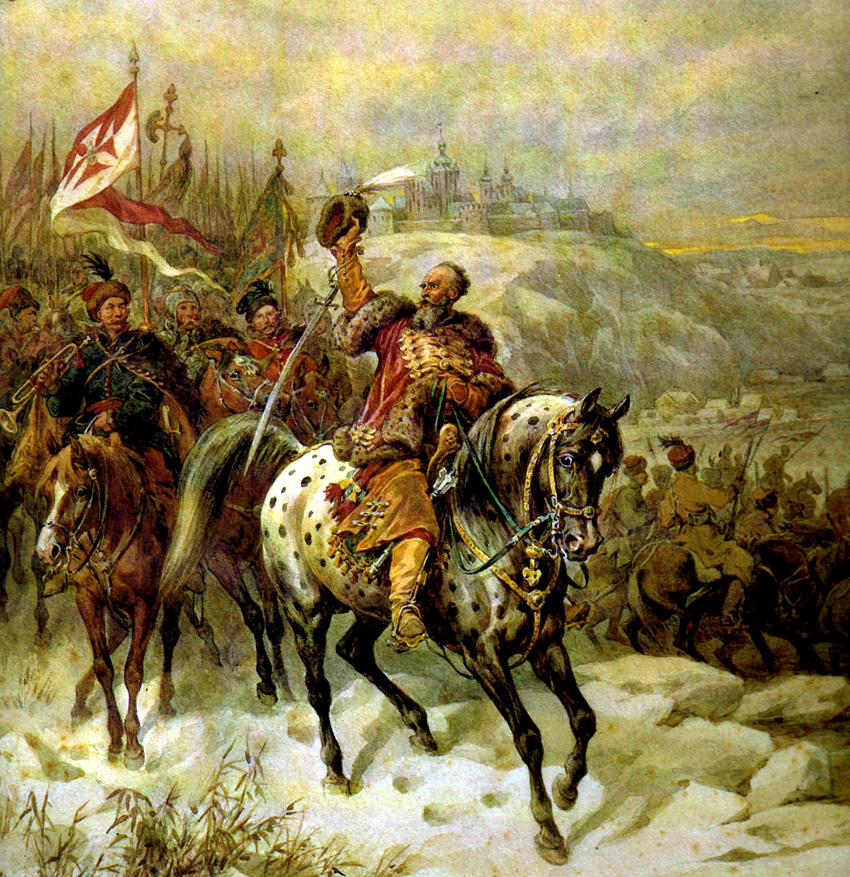
Чарнецкий под Плоцком в 1657 г.
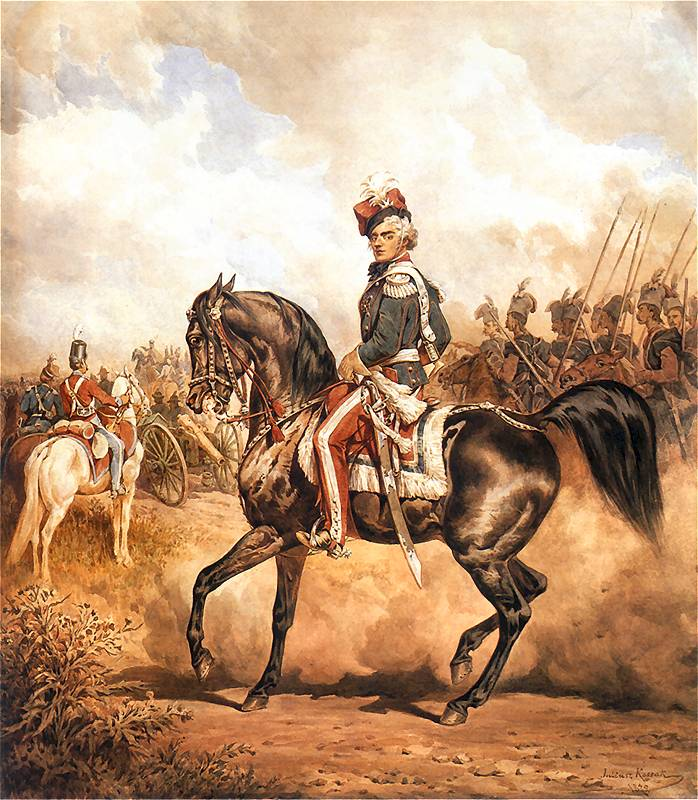
Евстахий Эразм Сангушко (1871)
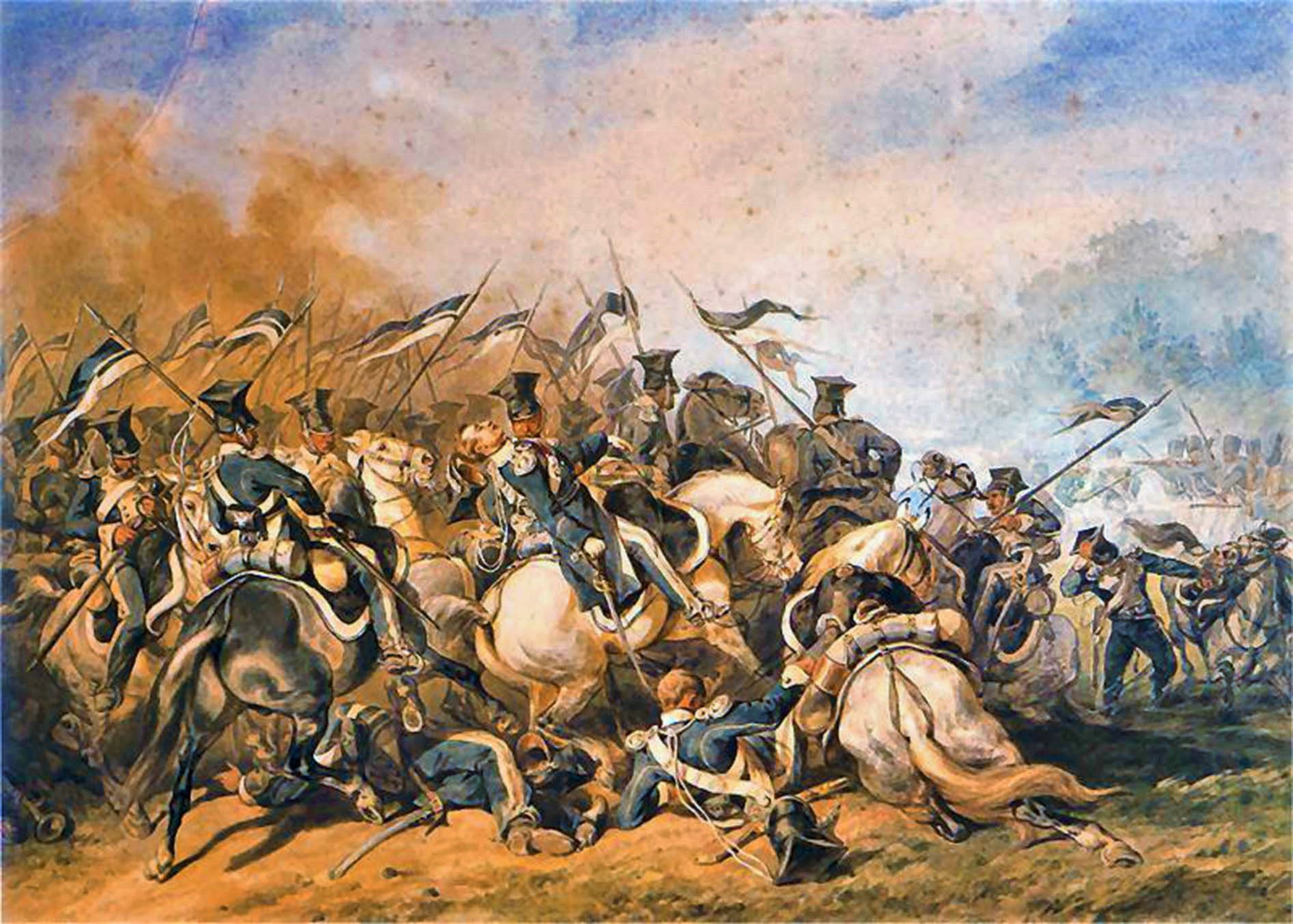
Битва под Остроленкой (1873)
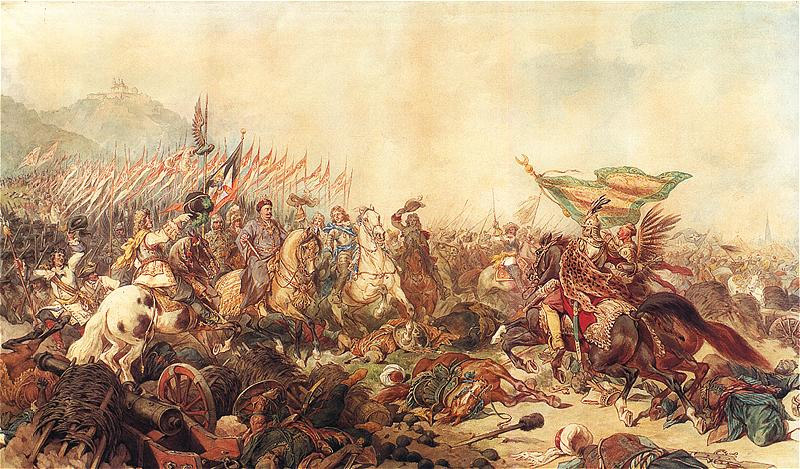
Собеский в 1683 г. под Веной (1882)
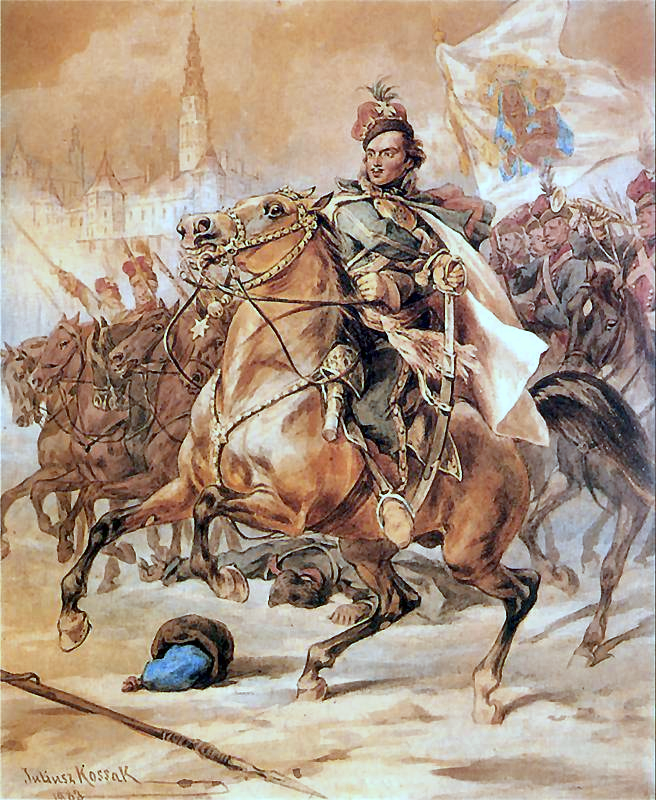
Казимир Пулавский под Ченстоховой (1883)
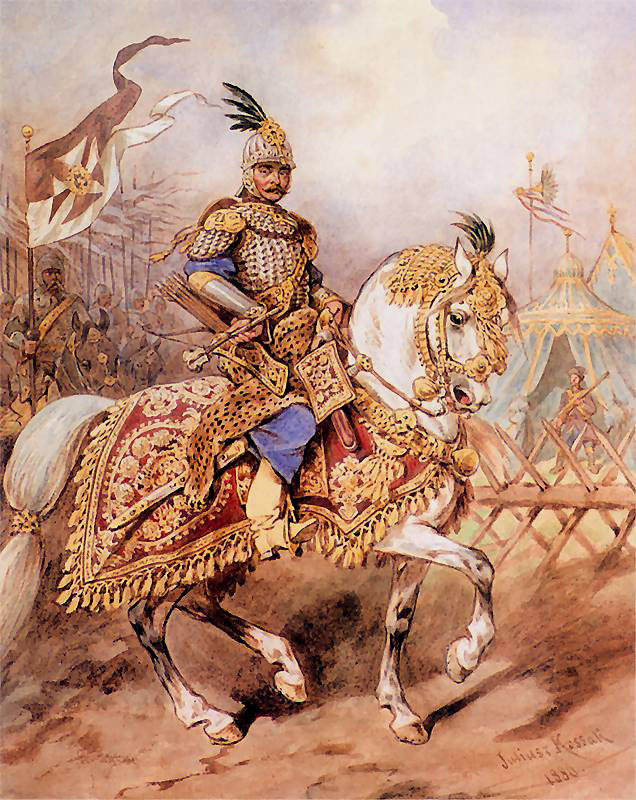
Ротмистр панцирной хоругви (1886)
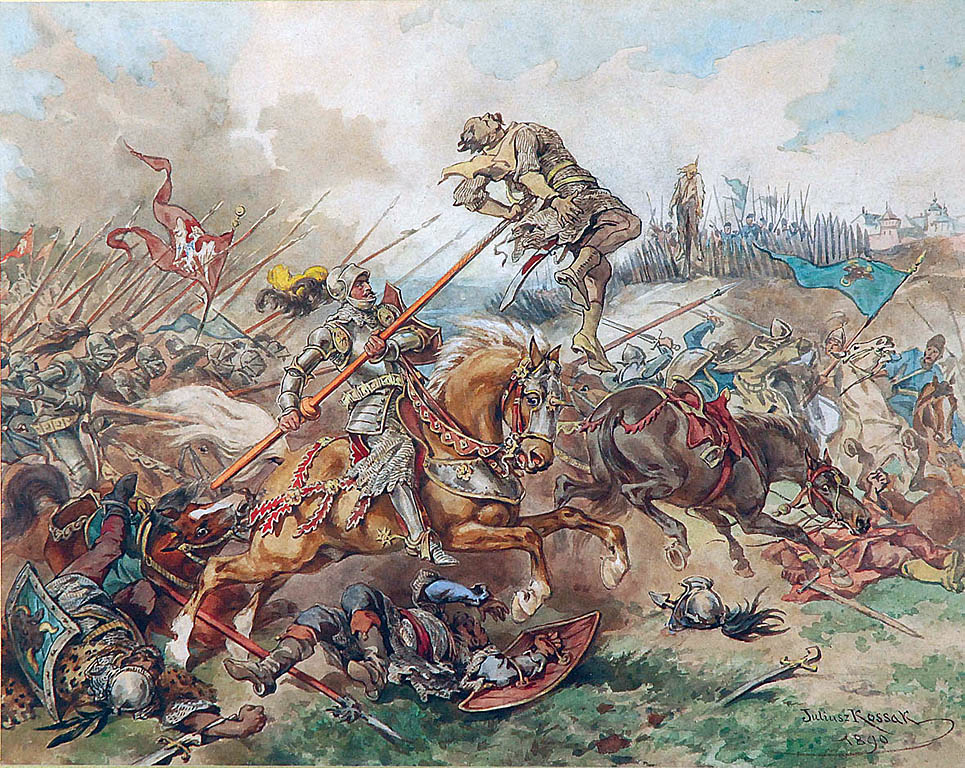
Черубин Гневош в битве под Сучавой 1497 г. (1890)
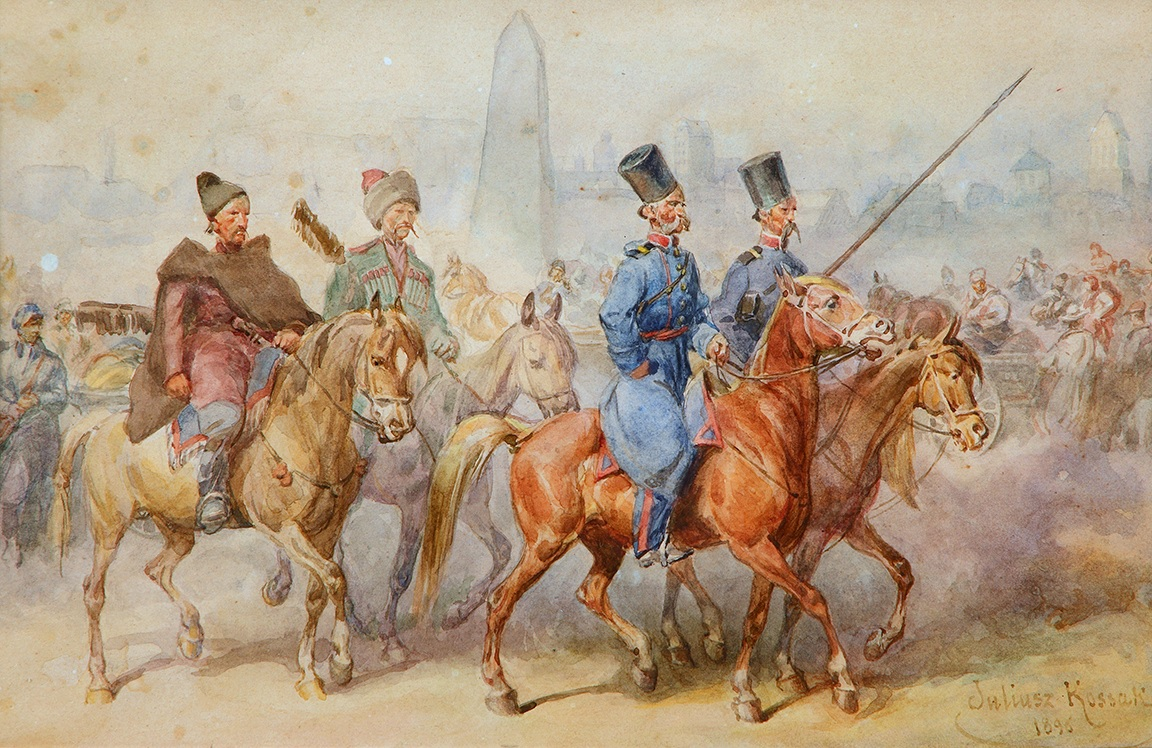
Казаки в походе (1896)
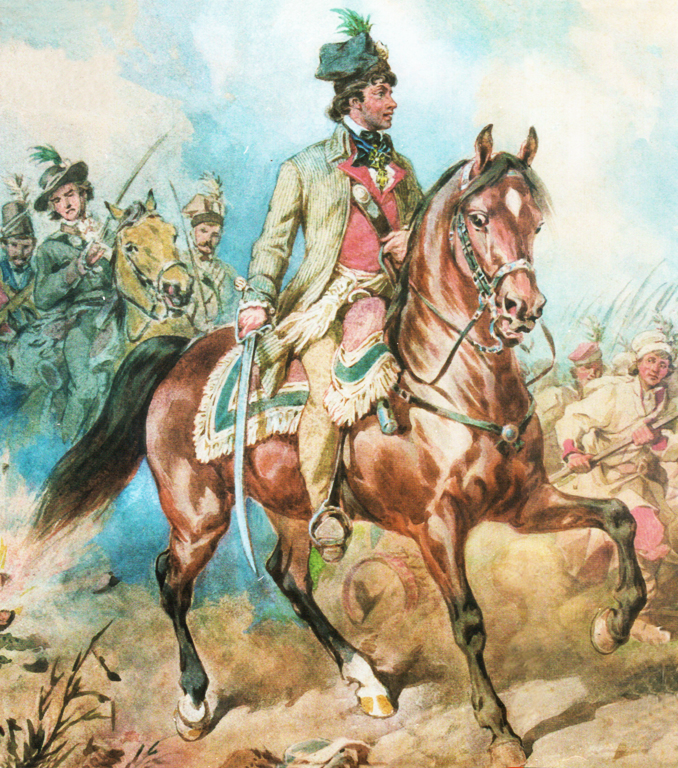
Костюшко в 1794 г. под Рацлавицами (1899)
Юзеф Понятовский (1899)